# وادي القلعة

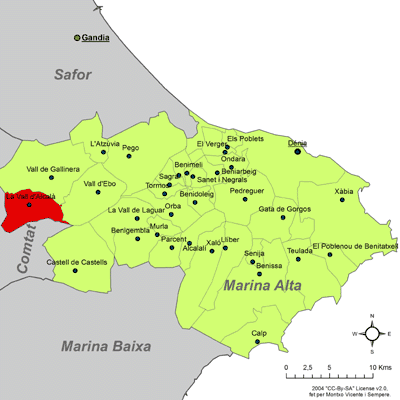
موقع البلدية

بلدية وادي القلعة (بالإسبانية: La Vall d'Alcalá)‏ (نقحرة: لا فال د'الكالا) هي بلدية تقع في مقاطعة لقنت. جنوب شرق إسبانيا. يبلغ عدد سكانها 179 نسمة.

## وصلات خارجية
- (بالإسبانية)